# 瓦莫尼 (內華達州)
瓦莫尼（英語：Wahmonie）是位於美國內華達州奈縣的鬼鎮。

## 歷史
瓦莫尼的郵局於1928年設立，其後於翌年停運。

## 地理
瓦莫尼所處的海拔為高於海平面1582米（即5190英呎），而該地所採用的時區為UTC-8，即太平洋时区（PST）。同時該地設有夏令時間，為UTC-8調快一小時，即UTC-7（PDT）。